# ATP Challenger West Bloomfield
Der ATP Challenger West Bloomfield (offiziell: West Bloomfield Challenger) war ein Tennisturnier, das zwischen 1996 und 1998 in West Bloomfield, Michigan, stattfand. Es gehörte zur ATP Challenger Tour und wurde in der Halle auf Hartplatz gespielt.

## Liste der Sieger

### Einzel
| Jahr | Sieger            | Finalgegner       | Ergebnis          |
| ---- | ----------------- | ----------------- | ----------------- |
| 1998 | Alex O’Brien      | Grant Doyle       | 4:6, 6:3, 6:4     |
| 1997 | nicht ausgetragen | nicht ausgetragen | nicht ausgetragen |
| 1996 | Grant Stafford    | Sargis Sargsian   | 6:4, 6:2          |

### Doppel
| Jahr | Sieger                       | Finalgegner                      | Ergebnis          |
| ---- | ---------------------------- | -------------------------------- | ----------------- |
| 1998 | Jim Thomas Laurence Tieleman | Alejandro Hernández David Roditi | 6:6, 6:4          |
| 1997 | nicht ausgetragen            | nicht ausgetragen                | nicht ausgetragen |
| 1996 | Rikard Bergh Shelby Cannon   | David Ekerot Stephen Noteboom    | 3:6, 6:1, 6:4     |